# Bea Bluts
Bea Bluts is een personage uit de televisiereeks Hallo België!.
Ze wordt gespeeld door Hetty Feteris. Zij is een vast personage in het laatste seizoen (2005).

## Personage
Tijdens hun vakantie in Zuid-Afrika besluiten Ko en Tetske Blinker om daar te blijven, hun villa in Brasschaat verkopen ze aan hun Nederlandse vrienden Bert en Bea Bluts.
Bea was een collega van Tetske in de nachtclub Piroshka. Haar specialiteit was ‘de paal’. Ondertussen is ze zakenvrouw geworden en heeft ze haar eigen club: de Moonlight. Bea is gewiekst en zakelijk, ook wel dominant. Het verbaast dan ook niet dat zij de broek draagt in haar huwelijk met Bert Bluts.

## Uiterlijk
- blond haar
- blauwe ogen
- grote borsten

## Cath prases
- Tijger (tegen Bert)
- Hallo België! (tegen Martha)